# Blatno
Blatno (deutsch Platten) ist eine Gemeinde im Ústecký kraj in Tschechien.

## Geografie

### Geographische Lage
Blatno liegt an der Südabdachung des Erzgebirges im Okres Chomutov, etwa 6 Kilometer nördlich der Stadt Chomutov.

### Gemeindegliederung

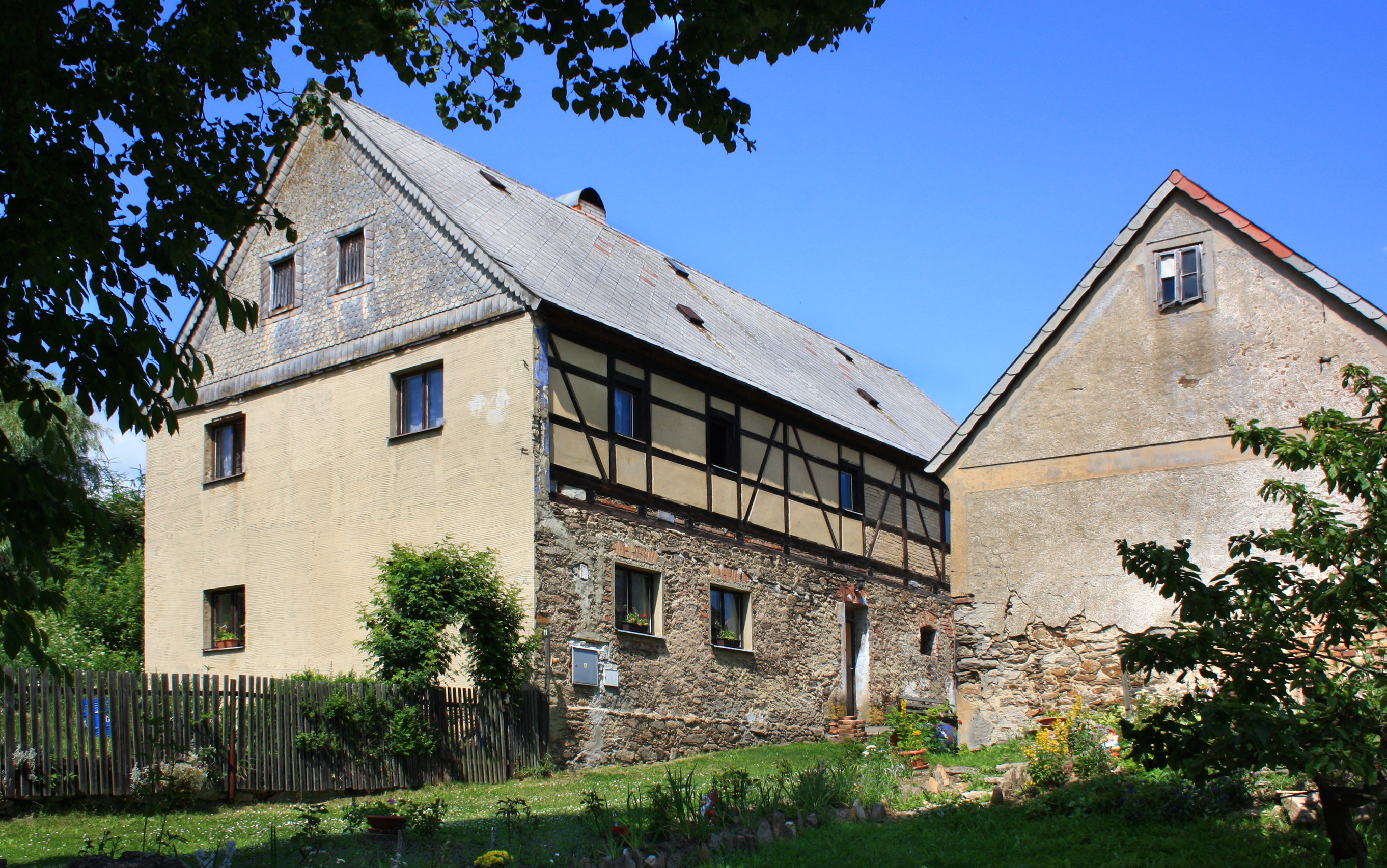
Blatno

Die Gemeinde Blatno besteht aus den Ortsteilen Bečov (Petsch), Blatno (Platten), Hrádečná (Sperbersdorf), Květnov (Quinau), Mezihoří (Gersdorf), Radenov (Rodenau), Šerchov (Schergau) und Zákoutí (Bernau), die zugleich auch Katastralbezirke bilden.

### Nachbarorte
|                                                | Kalek (Kallich)                             |                       |
| Hora Svatého Šebestiána (Sankt Sebastiansberg) | Kompassrose, die auf Nachbargemeinden zeigt | Boleboř (Göttersdorf) |
| Křimov (Krima)                                 | Chomutov (Komotau)                          | Jirkov (Görkau)       |

## Geschichte
Gegründet wurde der Ort vermutlich im 12. oder 13. Jahrhundert vom Orden der Deutschen Ritter. Die erste schriftliche Erwähnung stammt aus dem Jahr 1344 und spricht von Virius Bleystofer comandator in Platten. Um diese Zeit lassen sich in der Umgebung der Burg auch die ersten Handwerker nieder. Anfang des 15. Jahrhunderts kam es zu Auseinandersetzungen mit dem Orden. Dieser war hoch verschuldet und verweigerte auch dem böhmischen König den Gehorsam. Für den Ausgleich der geschuldeten Abgaben an die Krone wurde 1404 Platten vom Wenzel IV. konfisziert und dem Brüxer Burggrafen Hynek von Kauffung übergeben. Während der Hussitenkriege war Wilhelm Zajíc von Hasenburg Besitzer der Burg. 1587 wurde Blatno an Bohuslav Joachim von Lobkowicz, den Besitzer von Rothenhaus verkauft. Im Eigentum derer von Lobkowicz blieb es bis 1594. Der letzte Lobkowiczer Georg Popel von Lobkowicz war ein fanatischer Anhänger des Katholizismus und setzte den Glauben im eigenen Ländereien durch. 1605 ging das Eigentum an Adam Herzan von Harras über. Während des Dreißigjährigen Krieges wurde Platten vom General Fabian Graf von Wrangel dem Boden gleichgemacht. Der Rest der Bevölkerung starb an Pest und Hunger. Fünf Jahre später wurde das teilweise wiederaufgebaute Dorf von den Schweden zerstört.
1654 stand das Dorf wieder und nach der berní rula gab es hier 5 Viehzüchter, 18 Häusler und 1 Gastwirt. Nach einer Zwischenherrschaft der Liechtensteiner kaufte 1771 der unternehmerische Feudale Alexander Rottenhan die Herrschaft. 1776 wurde die erste Schule eröffnet, 1782 wurde der Grundstein zum Bau der Michaeliskirche gelegt. Die Bevölkerung lebte vornehmlich von Landwirtschaft. Später kam Holzverarbeitung und eine Käserei hinzu. Ab der Mitte des 19. Jahrhunderts bildete die Ortschaft eine Gemeinde im Gerichtsbezirk Görkau bzw. im Bezirk Komotau.
1945 wurde die deutsche Bevölkerung nach Laun gebracht und 1946 nach Deutschland vertrieben.

### Einwohnerentwicklung
| Jahr | Einwohnerzahl |
| ---- | ------------- |
| 1869 | 591           |
| 1880 | 517           |
| 1890 | 520           |
| 1900 | 546           |
| 1910 | 524           |

| Jahr   | Einwohnerzahl |
| ------ | ------------- |
| 1921   | 510           |
| 1930   | 483           |
| 1950   | 186           |
| 1961 1 | 452           |
| 1970 1 | 304           |

| Jahr   | Einwohnerzahl |
| ------ | ------------- |
| 1980 1 | 305           |
| 1991 1 | 224           |
| 2001 1 | 315           |
| 2011 1 | 437           |

## Partnergemeinden

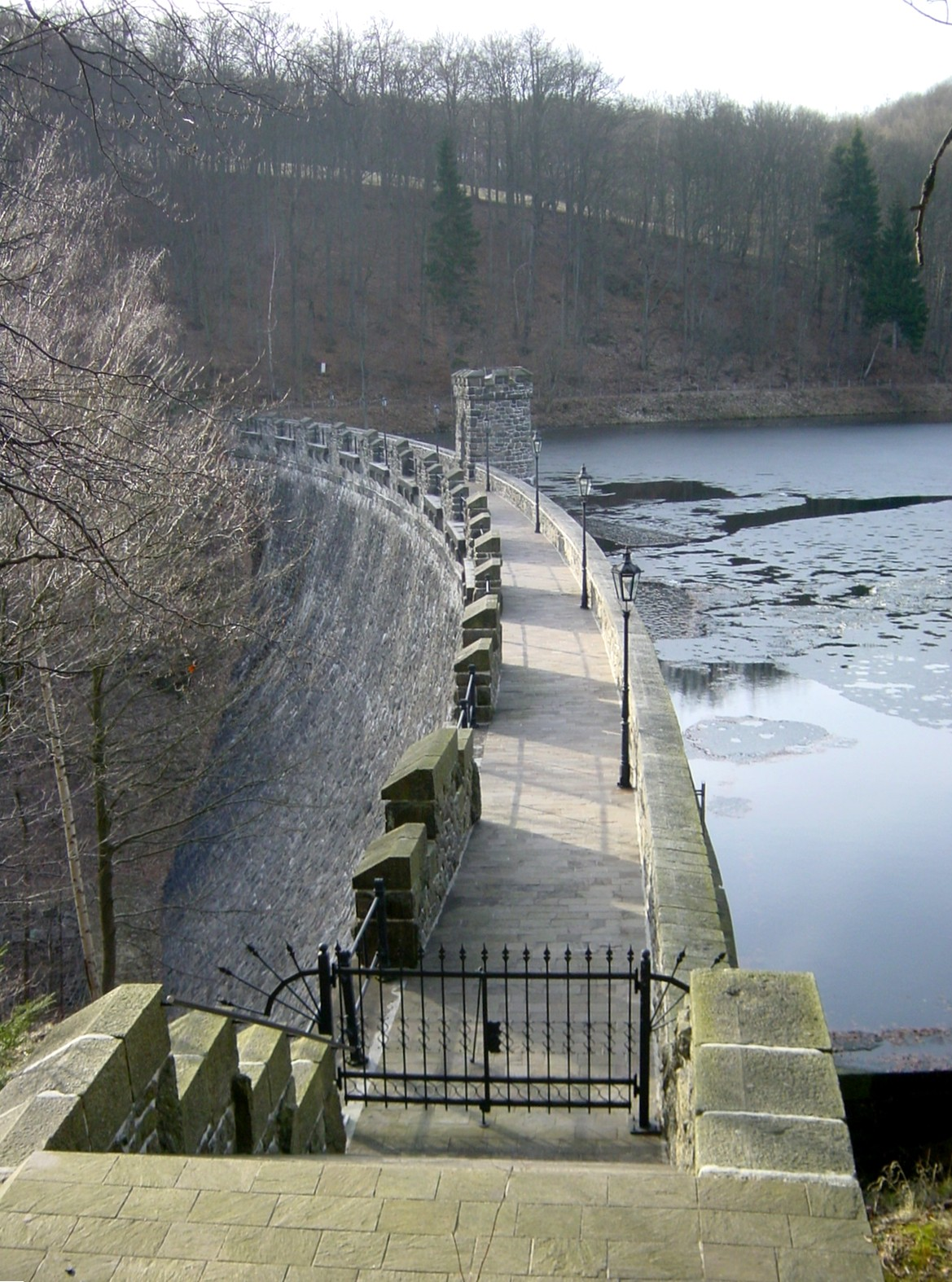
Komotau-Talsperre

- Debrzno, Polen
- Weinbach, Deutschland

## Kultur und Sehenswürdigkeiten
- Talsperre Komotau, nordwestlich von Bečov
- Spätbarocke Michaeliskirche